# Derbent (tapijt)
Derbent is de benaming voor Dagestan-tapijten (een categorie van Kaukasische tapijten) uit de Dagestaanse stad Derbent. De algemene kenmerken van Dagestaanse tapijten worden hierin in grovere vorm herhaald.
De Derbenten worden hoofdzakelijk gebruikt als vloertapijt en zijn daarom dikker en groter van vorm dan de Dagestan-tapijten. De tapijtweverijen uit de stad en omstreken verwerken ook minder, grovere en fletsere kleuren in de tapijten. De kleuren blauw, geel, rood en wit overheersen, maar zonder de harmonieuze samenstelling van het Dagestan-tapijt. De tapijten hebben vaak een merkbare glans, zoals ook vaak te zien is bij tapijten uit de Iraakse stad Mosoel. De Derbent komt qua structuur en vorm deels overeen met de Kazak (Kazach). De in de tapijten geweven figuren zijn ook grover en hebben vaak een grote ster of andere geometrische figuur als hoofdmotief, dat in diverse kleuren drie of viermaal overdwars wordt herhaald op een rood of blauw vlak. De kleuren rood en saffraangeel overheersen wanneer de achtergrond blauw is en blauw en geel worden gebruikt wanneer de achtergrond rood is. Elk figuur wordt onderverdeeld in andere geometrische figuren, waarbij de haaknaald vaak wordt gebruikt. Soms kunnen afzonderlijke Kazachse figuren worden onderscheiden. De grenslijnen zijn net als bij alle Kaukasische tapijten scherp getekend met duidelijke patronen.